# Cardè
Cardè är en ort och kommun i provinsen Cuneo i regionen Piemonte i Italien. Kommunen hade 1 147 invånare (2018).